# Улица Тельмана (Новосибирск)
Улица Тельмана — улица в Первомайском районе Новосибирска. Начинается от улицы Маяковского, далее (в северо-восточном направлении) пересекает улицы Героев Революции и Красный Факел, заканчивается, примыкая к улице Марата.

## Название
Улица названа в честь Эрнста Тельмана, лидера немецких коммунистов, депутата рейхстага (1925—1933). На доме № 2 по улице Тельмана в честь известного политика установлена мемориальная доска.

## История
В 1930 году на улице был построен дом № 4.
В 1935 году сооружены дома №№ 10, 12 и 14, в 1937 — дома №№ 1 и 2.
В 1940 году построены здания №№ 7 и 9.

## Достопримечательности
В месте соединения улиц Маяковского и Тельмана расположен Первомайский парк, созданный в 1958 году.
На углу улиц Тельмана и Героев Революции установлен Монумент Славы первомайцам, погибшим в 1941—1945 годах.
Недалеко от места соединения улиц Тельмана и Марата (около 300 м) находится река Иня.

## Транспорт
На углу улиц Героев Революции и Тельмана находится остановка наземного транспорта «Монумент Славы (ул. Героев Революции)», обслуживаемая автобусами и маршрутными такси.